# 斯坦博利斯基市鎮
斯坦博利斯基市，是保加利亞的城鎮，位於該國中部，由普羅夫迪夫州負責管轄，首府設於斯坦博利斯基，面積61.27平方公里，人口20,861，人口密度每平方公里340.48人。
42°8′N 24°32′E / 42.133°N 24.533°E